# Madonna con el Niño entre los santos Francisco y Bernardino con pequeño donante orante

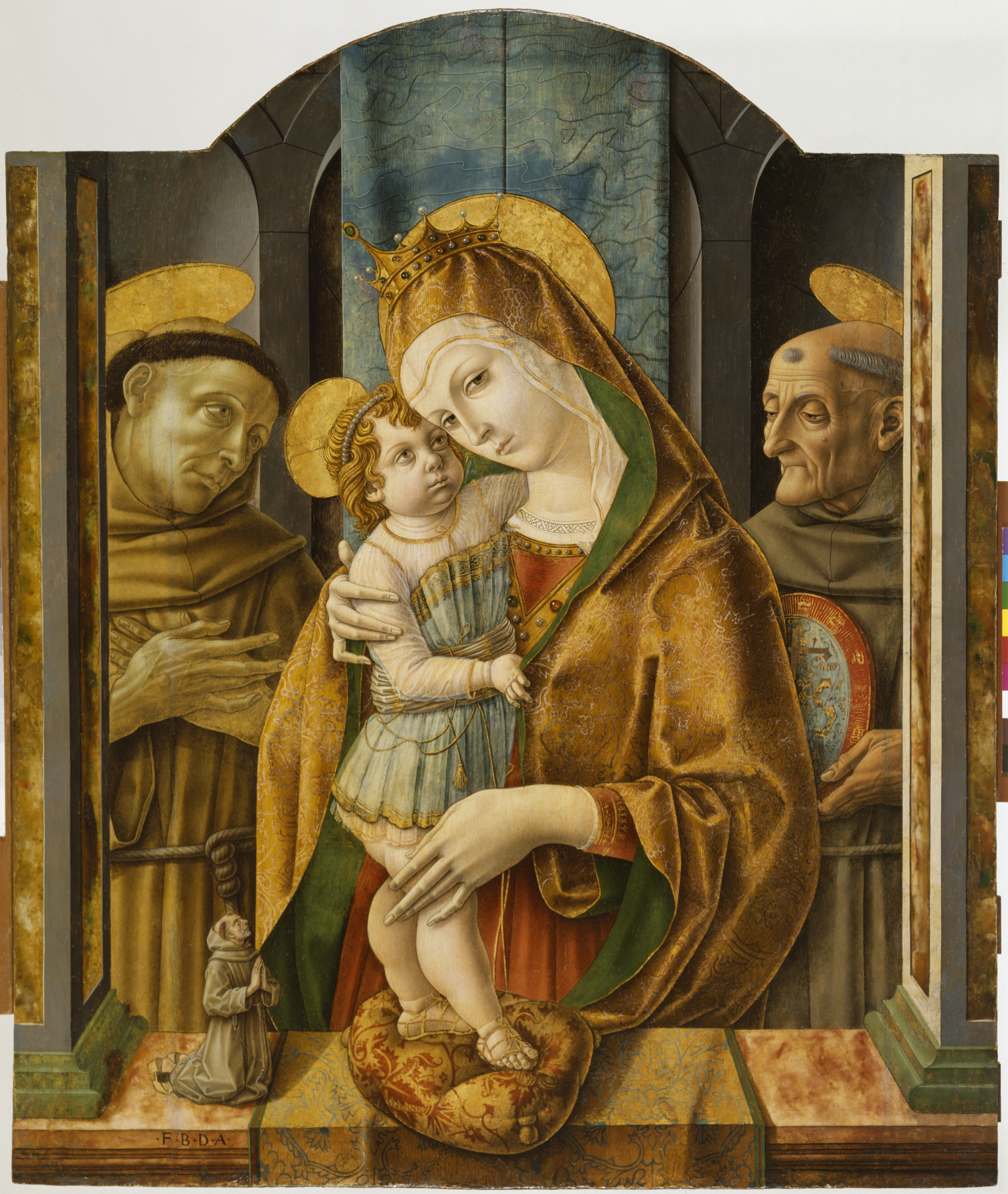
Virgen con el Niño y los santos Francisco y Bernardino de Siena con pequeño donante en oración, 1490 aprox.

La Madonna con el Niño entre los santos Francisco y Bernardino con pequeño donante orante es una pintura al temple y oro sobre tabla (97,9 x 83,3 cm) de Carlo Crivelli, datable hacia 1490 aproximadamente y conservada en el Museo Walters de Baltimore.

## Historia
Procedente de la colección de Marcello Massarenti en Rima, pasó en 1910 a América. La datación se basa sobre motivos estilísticos y fue situada, por van Marle, Bovero y Zeri en la etapa final del artista, en torno al 1490.

## Descripción y estilo
El completo dominio de la perspectiva en el fondo de la escena, típica de la última producción del artista, se refleja en el triple nicho y en la logia desde cuyo parapeto sobresalen María con el hijo en el centro. La corona de María y la elegancia de sus ropajes refuerzan el estatus de ambos que se abrazan como Rey y Reina del Cielo. El Niño está de pie sobre un cojín de brocado dorado, que a su vez descansa sobre una tela adamascada, cerca de un diminuto fraile franciscano orante, el comitente de la pintura probablemente ideada para una capilla u oratorio privado, que reza arrodillado y al cual debería referirse la inscripción subyacente F.B.D.A., que ha sido interpretada como "Fray Bernardino de Ancona". Como es habitual el grupo central está aislado del fondo por una rica tela detrás, mientras a los lados aparecen dos santos de la orden franciscana: San Francisco a la izquierda, con las cicatrices de los estigmas en las manos cruzadas, y San Bernardino de Siena, anciano que sostiene el trigrama de Cristo.
Como en otras obras del artista el esplendor decorativo, obtenido también gracias al amplio recurso del oro, está ligado a una intensa expresividad de las figuras, con un realismo marcado en la representación de la epidermis y un complejo juego de gestos y miradas, así como muestras de virtuosismo pictórico tales como el cojín que sobresale hacia el espectador.